# WX333K
WX333Kとは、ウィルコム向けに供給された京セラ製の音声用PHS（W-OAM）端末である。ペットネームはHONEY BEE 3（ハニー・ビー 3）。
WX331K（HONEY BEE）、WX331KC（HONEY BEE 2）の後継機種にあたり、ペットネームも英語でミツバチを意味するHONEY BEE（ハニー・ビー）を受け継いでいる。

## 概要
ポップなカラーバリエーションを持つ小型軽量なストレートタイプの端末。寸法（突起部除く）・重量はWX331K・WX331KCと変わらない。端末のイメージキャラクターであるミツバチに因んだメールテンプレート・メインメニュー画像・待ち受け画像・ゲームもプリセットされている。
31万画素のカメラを2基内蔵している。一方はWX331KCと同様に背面側に搭載。もう一方は液晶側に搭載し、撮影者自身やその周囲を撮影しやすいよう超広角レンズと組み合わされている。
HONEY BEEシリーズでは初めてJavaアプリケーション(MIDP2.0)に対応し、ゲームのダウンロードも可能となっている。
デザインは、塗装仕上げではなく着色樹脂を外装に用い、文字・アイコンの形をかたどった『ブロックキー』を採用。HONEY BEEシリーズ恒例のラメは、発話キーのみに施されている。
最も強い電波を探索する『しっかリンク』機能は、左方向キーの長押しで発動するように変更されている（WX331K・WX331KCではマイオリジナルキーの長押しだったが、マイオリジナルキーの代わりにカメラキーが配されているため）。

## 詳細仕様
- アドレス帳：1000件
- メール：Eメール（POP3/SMTP）、ライトメール、デコラティブメール
- ブラウザ：Operaブラウザ Ver.7.2EX
- その他機能：自動時刻補正機能、通話中音声着信表示
- 標準セット：本体、バッテリーカバー、ACアダプタ（AD330KもしくはAD334K）、卓上ホルダ（CH333K）、リチウムイオンバッテリー（LD331K）、取扱説明書（保証書）

## CHOICE 512 COLORS
発売にあわせて2009年11月5日～30日に行われたキャンペーン。端末の表面・背面・ブロックキー(発話キー以外全て)を全8色から自由に組み合わせ、全8×8×8=512通りから選択できた。通常モデルとは異なり、端末購入時に別途3800円が必要であり、注文から端末到着まで1か月～1か月半かかった。

## えらべる！512
2010年2月1日～5月31日に行われたキャンペーン。内容は『CHOICE 512 COLORS』と同じ。

## 沿革
- 2009年10月15日 発表。
- 2009年11月5日 オンラインショップで予約開始。『CHOICE 512 COLORS』キャンペーン開始(～11月30日)。
- 2009年11月12日 ピンク、ホワイト、ブルー発売。
- 2009年12月5日 イエロー・ブラック・グリーン・オレンジ・パープル発売。
- 2010年2月1日 『えらべる！512』キャンペーン開始(～5月31日)。